# Forza Horizon 5
『Forza Horizon 5』（フォルツァ ホライゾン 5）は、マイクロソフトよりXbox One、Xbox Series X/S及びWindows 10/11 、Steam向けに2021年11月9日に発売されたオープンワールドレーシングゲーム。略称はFH5。開発はXbox Game Studios傘下の Playground Games 。
マイクロソフトが主にXboxで展開しているForza MotorsportシリーズのスピンオフであるForza Horizonシリーズの5作目。Forza Horizon 4の続編。
2025年春にはPlayStation 5版が発売され、自社ハードを抱えるメーカーが他社ハードへのタイトル供給を行ったタイトルの一つとなった。

## 概要
Forza Horizonシリーズの5作目となる本作はメキシコが舞台となっている。マップの面積はシリーズの中で最大の規模であり、多様性に富んだマップが走行可能となっている。
シリーズで7年ぶりとなる次世代機向けタイトルであり、これまで以上のフォトリアル且つ繊細なグラフィックや光の反射や音の反響効果にレイトレーシングを使用するなど、旧世代機向けのシリーズ作を凌駕するパフォーマンスが実現。
本作のカバーカーはメルセデスAMG・ONEとフォード・ブロンコ(6代目)である。
本作は次世代機のXbox Series X/Sと旧世代機のXbox Oneの縦マルチリリースとなるが、「スマートデリバリー」に対応しているため、1度の購入で追加料金無しで両世代分とWindows版を所有することが可能。また、本作はXbox Cloud Gaming対象タイトルでもあるため、Xbox Game Pass Ultimateに加入していればPCブラウザやスマートフォン、タブレットなどのデバイスでもプレイが可能。

## 沿革

### 2021年
- 6月14日 - E3 2021の「Xbox & Bethesda Games Showcase」にて初披露。アナウンストレーラー、8分に及ぶゲームプレイ映像、発売日の発表が行われた。
- 8月10日 - シリーズ公式Twitterにて本作の全体マップが公開[2]。
- 8月25日 - gamescom 2021の「gamescom 2021 Xbox Stream」にて本作のパッケージイラストとカバーカー、イントロダクションレース、そして限定コントローラーが発表された[3]。
- 10月19日 - 公式生放送にて本作の開発が完了したことを発表[4]。
- 11月 - 2日に公式Web CMが公開。5日にはプレミアムエディション、プレミアムアドオンバンドル予約購入者向けのアーリーアクセスが開始され、9日に発売。19日、発売から10日で1000万人のアクセスを記録したことを発表[5]。
- 12月10日 - The Game Awards 2021で本作が ”Best Sports/Racing”、”Best Audio Design”、”Innovation in Accessibility, Presented by Chevrolet” の3部門で最優秀賞を受賞[6]。

### 2022年
- 3月31日 - 「Series 6 Update」配信。新Horizon Story「Drift Club Mexico」が追加。
- 6月13日 - 「Xbox & Bethesda Games Showcase」にて第1弾拡張コンテンツ『Forza Horizon 5 : Hot Wheels Expansion』を初公開[7]。同時に総プレイ人口が2000万人に到達したことを発表。
- 7月20日 - 『Forza Horizon 5 : Hot Wheels Expansion』配信開始。本コンテンツに対応した「Series 10 Update」も同時に配信。エクストリームEとのコラボレーションやHot Wheelsにインスパイアされた新たなクルマのカスタムオプションが追加[注 7]。
- 8月17日 - 「Rami's Racing History Update」配信[注 8]。新Horizon Story 「Made in Mexico」が追加。
- 10月12日 - 「10th Year-Anniversary Update」配信。Forza Horizon シリーズ10周年を記念したコンテンツや新モードが多数追加[注 9]。
- 11月9日 - 「Donut Media Update」配信。 Donut Media （英語版）とのコラボレーションストーリーやPC版における新たなグラフィックオプションが追加。
- 12月7日 - 「Horizon Holidays Update」配信。日本語と繁体字中国語の吹き替え音声が実装。

### 2023年
- 2月24日 - 公式生放送にて第2弾拡張コンテンツ『Forza Horizon 5 : Rally Adventure』を初公開。
- 3月29日 - 『Forza Horizon 5 : Rally Adeventure』配信開始。本コンテンツに対応した「Midnights at Horizon Update」も同時配信。新たなカスタムオプションやPCにおけるNVIDIA DLSS 3のサポートが追加。
- 5月24日 - 「Explore The Horizon Update」配信。ピックアップトラック向けの新たなカスタムオプションやフォトモードの機能が大幅に強化。
- 6月21日 - 「Upgrade Heroes Update」配信。Donut MediaとのコラボHorizonストーリー「Donut Media Hi-Low」や新ホイール、新たなカーパックが配信。
- 8月16日 - 「Italian Automotive Update」配信。ステランティスのイタリアブランドの復刻収録やガレージの収容台数などの項目における上限が増加。
- 9月13日 - 「Horizon Creatives Update」配信。Eventlabに「Eventlab 2.0」と称した大幅強化が施された。

### 2025年
- 1月31日 - PlayStation 5版を春にリリースすることを発表。PC版、Xbox版とのクロスプレイにも対応する[8]。

## 特徴
史上最大のオープンワールド
シリーズ史上最も広大なオープンワールドを走行可能。広大な砂漠地帯やジャングル、峡谷地帯、都市、ビーチ、そしてシリーズ最高峰を誇る火山などがマップ上に存在。マップ上には数々の実在するロケーションが存在する（マップの項を参照）。
環境変化
歴代作品同様に季節、天候、時間の変化は本作でも導入されている一方、本作では新たに地域ごとに異なる天候変化が同時に生じる仕組みがとられるようになった。砂嵐（春）と熱帯低気圧（秋）が新たな天候変化として追加されている。季節は春夏秋冬で表現されるが、メキシコの季節性の関係上、この後にその季節に関するテーマが付与される 。なお季節は日本時間では毎週木曜日の23:30頃に変化する。
映像美
新しいライティングシステムが導入されている。コンソールの能力の恩恵でより遠方への描写やこれまで以上の繊細なグラフィックが実現。対応しているプラットフォームではHDR出力に対応。Xbox Series X/Sでは4K/1440p 30fpsの「クオリティモード」、または4K/1440p 60fpsの「パフォーマンスモード」で動作する。PC版ではハードウェアの性能に依存するが、環境次第でXbox Series Xを超えるパフォーマンスを出すことが可能。また、レイトレーシングもサポートされ、Xbox Series X/Sではクオリティモード時のForzaVistaモードに、PC版ではこれに加えてマップ上やフォトモードでもサポートされる。
Xbox版 パフォーマンス
|                  | Xbox One | Xbox One S | Xbox One X | Xbox Series S | Xbox Series X |
| ---------------- | -------- | ---------- | ---------- | ------------- | ------------- |
| ネイティブ4K     | ×        | ×          | 〇         | ×             | 〇            |
| 60fps            | ×        | ×          | ×          | 〇            | 〇            |
| HDR              | ×        | 〇         | 〇         | 〇            | 〇            |
| レイトレーシング | ×        | ×          | ×          | 〇            | 〇            |

カーラインナップ
本作はローンチ時から500台以上の車が収録されている。新機能としてオープントップを搭載した一部の車はフリー走行時でもオープントップを開閉することが可能。また、Forzaフランチャイズで初となる4WSの再現や中国製車両の収録が行われている。
車のチューンとカスタマイズ
今作では車のチューンとカスタマイズ要素が強化され、より豊富な改造が可能となった。これまでの作品には収録されなかったエアロパーツ、ワイドボディーキット、ホイールが多数追加されていたり、シリーズで初めてブレーキキャリパーの塗装やデカールの質感変更ができるようになっている。アップグレードにおいてもトランスミッションのギア数変更やデフの仕様追加、新タイヤコンパウンドなどが追加されている。また、装着したエンジンパーツに応じて吸気音、排気音等が変化するようにもなっている。これに伴い、アップグレード時にエンジンを吹かすことが可能となり、パーツを交換した際の音の変化をリアルタイムで確認することも可能となっている。
ForzaVista
フェスティバルサイトやアウトポスト、自宅にて所有している車の内外装を自由に鑑賞することが可能。全車種対応。ドアやボンネットなどの開閉やライト、可変式ウィング、エンジンの稼働も可能。次世代機版や対応しているPCではレイトレーシングが適用される。
Eventlab
今作から導入されたイベント制作ツール。前作の「Horizon ブループリント」に相当する。本作のゲーム開発ツールがベースとなっている。前作に引き続き各レースイベントの環境やレギュレーションを自由に設定できたり、オリジナルのルートを作成できる他、新たにオブジェクトの設置が可能となった。また、ルールそのものを一新してレース以外の全く新しいイベントを制作することも可能。定期的なアップデートによって設置できるオブジェクトなどが追加される他、2023年のアップデートで「Eventlab 2.0」と称した大幅強化により、新機能や専用の新マップ「Eventlab Island」が実装された。
キャラクターカスタマイズ
前作に引き続きプレイヤーアバターの着せ替えが可能。今作では新たに髪型、髪色、義肢の選択やジェンダーの変更が可能。着せ替えアイテムも顔や耳（補聴器・人工内耳）に着用するものが新たに追加。

## ゲームモード

### Horizon Adventure
シングルキャンペーンモード。Horizon UKで「Horizon Superstar」となったプレイヤーは、新たに開催されるHorizon Mexicoへ参戦する。ドライバーとしての名誉殿堂入りを目指すべく、多数のチャレンジやレース、「エクスペディション」と呼ばれるロードトリップなどをこなしてアコレードポイントを稼ぐことで進行する。なお、キャンペーンモードという位置付けではあるが、明確なストーリーやエンディングなどは存在しない。

#### Horizon Story
前作から実装されたチャプター制のイベント。各ストーリーごとに固有のテーマが掲げられ、そのテーマに沿って指定されたチャレンジをクリアしていくことで進行していく。最大6人での協力プレイにも対応。

### レーシングシリーズ
各シリーズの拠点となるアウトポストの建設によってイベントが解除されていく。
ロードレーシング
舗装路で展開されるレース。Horizon Apexサイトが拠点。一本道のコースは「スプリント」、周回コースは「サーキット」と呼ばれる。
ダートレーシング
ダートや舗装路を使用して展開されるラリー形式のレース。Horizon Wildsサイトが拠点。一本道のコースは「トレイル」、周回コースは「スクランブル」と呼ばれる。
クロスカントリー
あらゆる地形を走り抜けるオフロードレース。Horizon Bajaサイトが拠点。一本道のコースは「クロスカントリー」、周回コースは「クロスカントリーサーキット」と呼ばれる。
ストリートシーン
夕暮れから夜間にかけて行われるストリートレース。Horizon Street Sceneサイトが拠点。レース中は一般車両も走行する。任意のストリートレースイベントで4勝すると「ミッドナイトバトル」がアンロックされる。
ドラッグストラップ
車の加速力で競うドラッグレース。ロードレーシングと同じくHorizon Apexサイトが拠点。一直線の舗装路で繰り広げられる。
PRスタント
スタント走行を行いポイント獲得していく。Horizon Rushサイトが拠点。一定区間内でドリフトをする「ドリフトゾーン」、通過時の速度を計測する「スピードトラップ」、一定区間内での平均速度を測定する「スピードゾーン」、一定のポイントでジャンプし飛距離を計測する「危険サイン」、一定のポイントから縦横無尽に駆け抜けてゴールまでのタイムアタックを行う「トレイルブレーザー」がある。

### ショーケース
シリーズ1作目から存在するモードで、指定された車に乗って車以外の乗り物とレースをする。

### Festival プレイリスト
前作に引き続き実装。指定された期間限定のレースイベントやチャレンジをクリアしていくことで限定車両（ユニコーンカー）や入手難易度の高い車などを獲得することが可能。今作では前作のパーセンテージ制からポイント制へと変更され、各チャレンジにポイントが割り当てられている。なお、プレイリスト内に含む「トライアル」をプレイするには名誉殿堂入りが必須となる。

### Horizon Arcade
前作の「#ForzaThon Live」に相当。一定範囲内に集まったプレイヤーと制限時間内に指定されたチャレンジをこなしていく。3ラウンド制で、クリアしたラウンド数に応じて獲得できるForzaThonポイント（FP）の量が変化する。今作では複数のArcadeイベントが同時に発生し、それぞれ出題されるチャレンジが異なる。新ルールとして、一定時間内に指定されたポイント分のピニャータを破壊する「Piñata Pop」や、ジャンプ台を使用して車でダーツを行う「Bullseye」が追加。

### Horizon Tour
マップの決まったポイントに集まったプレイヤー同士でCo-Opチャンピオンシップを行う。

### Horizon Open
オンライン対戦モードの総称。各レースジャンルごとのアドベンチャー、ドリフトアドベンチャー、一定の範囲内で2チームに分かれて展開される対人戦「PlayGround Game」や、前作から引き続き導入されたバトルロワイヤルモード「The Eliminator」がある。

#### PlayGround Game
指定された移動範囲内で2チームに分かれて繰り広げられるPvPモード。感染者と生存者に分かれて復活ルールありの増え鬼をする「Infected」やフラッグを指定された場所まで運ぶ「Flag Rush」などがある。

#### The Eliminator
バトルロワイヤルモード。他プレイヤーと1対1のレースで競い、敗北させたプレイヤーをエリミネート（脱落）させていくことで展開される。残りのプレイヤー数が12人になるか一定のラウンドが経過すると残った全員での最終レースが始まり、これに最初にゴールしたプレイヤーが優勝となる。使用する車には1〜10のレベルがあり、1対1のレースに勝利するとその時点での1段階上のレベルの車か相手プレイヤーが乗っていた車に乗り換えることが可能（乗り換えないことも可能）。移動できる範囲は時間経過と共に狭まっていく。

### Super 7
有志のプレイヤーが制作したお題を7つ連続でチャレンジするモード。全てクリアすることで車やSuperWheelSpinなどのリワードが獲得できる。チャレンジは単体でプレイすることも可能。

### Horizon Test Track
マップ上でクレジットを使わずにその場で車にアップグレードやチューニングを施工して実際の走りを確認することができる。フリー走行へ戻る際に施工したアップグレードやチューニングをクレジットを使って適用する。

## マップ
本作のオープンワールドはシリーズ最大の規模を誇り、メキシコの東海岸から西海岸までのほぼ全土の環境を網羅した11個のバイオームで構成されている。 全てのバイオームが季節ごとに変わった特色を引き出す。 各バイオームごとに小さな集落や観光名所、空港やレーストラックなどの施設が存在する。
峡谷
線状でパターン化された岩で構成された谷や土柱が広がるバイオームで、北部を占める。高低差が激しく、他のバイオームと比べてサウンドエコーが掛かりやすい特徴を持つ。"Horizon Rush"サイトが点在。
畑地
内陸部に位置する。丘陵地帯に広がる農地地帯。緑豊かな植生から果物が実った木、浅瀬の川などで満たされている。夏になると大雨が多発する。スタジアムが存在し、時期によってアイスリンクやスタントパークなどの施設に変化する。
乾燥丘
乾燥した草木が辺り一面を覆うバイオーム。比較的広がった地形になっており、高速で駆け抜けることも可能。
岩石砂漠
南西部に位置する砂漠バイオーム。砂だけでなく、サボテンや岩石、オアシスなどで構成されているほか、すぐそばには火山が聳え立つ。"Horizon Mexico"サイトが点在。
砂砂漠
辺り一面が砂だけで覆われた砂漠バイオームで、至る所に砂丘が聳え立つ。海岸に面しており直線道路が多く広がっている。オフロードトラックが存在し、すぐそばに"Horizon Baja"サイトが建つ。
岩石海岸
砂砂漠のすぐそばに位置する海岸バイオーム。全体的にひらけた地形のため海の全景や日の出、日没の太陽の姿を見ることができる。
熱帯海岸
東部に広がるリゾートエリアで、白い砂浜、ヤシの木、エメラルドグリーンに染まった海が広がる。秋季になると熱帯低気圧による暴風雨が起こる。"Horizon Apex"サイトが点在。
ジャングル
南部を占めている。辺り一面が密集した木と植生、複雑に入り組んだ川や滝などで囲まれたバイオーム。廃空港や多数のマヤ寺院が存在する。"Horizon Wilds"サイトが点在。
沼地
マングローブ林が広がる湿地帯。浅瀬の沼が多いため、オフロード車で駆けることが可能。季節によって沼の水量が変化する。
グアナファト
色彩豊かな建築物が多く建ち並ぶ都市バイオーム。高低差がかなりあるためトンネルが多く点在。車の排気音が大きく反響する。郊外に"Horizon Street Scene"サイトが点在。
火山
火山から構成されるバイオームであり、今作で唯一雪が降るバイオームでもある。ドリフトに最適な峠道やカルデラ湖がある。

### 今作で登場する主な実在ロケーション
本作には多数の実在するロケーションが存在。古代の寺院や集落、自然環境を中心に再現されている。
- ウシュマル（Uxmal）
- エク・バラム（Ekʼ Balam）
- テオティワカン（Teotihuacan）
- トゥルム（Tulm）
- トゥーラ（Tula）
- グアナファト（Guanajuato）
- ムレへ（Mulegé）
- プラヤ・アスル（Playa Azul）
- リビエラ・マヤ（Riviela Maya）
- サンルカス岬（Cabo San Lucas）
- バハ・カリフォルニア（Baja California）

## 収録メーカー
| - アバルト - アキュラ - アルファロメオ - アルピーヌ - アルミクラフト - アメリカン・モーターズ - AMGトランスポート・ダイナミクス - アポロ・アウトモビリ - アリエル - アスカリ・カーズ - アストンマーティン - ATS - アウディ - アウトモビリ・ピニンファリーナ - オースチン・ヒーレー - アウトウニオン - オートザム - BAC - ベントレー - BMW - ブラバム - ブガッティ - ビュイック - キャデラック - カンナム - ケイシー・カリー・モータースポーツ - ケータハム - シボレー - シトロエン - クプラ - ツィンガー - ダットサン - デベルティ・デザイン - デロリアン・モーター・カンパニー - ダッジ - ドンカーブート - DSオートモビルズ - イーグル - エレメンタル - エクゾモーティブ - エクストリームE - ファスト・アンド・フューリアス - フェラーリ - フィアット - フォード - フォーミュラ・ドリフト - フォースバーグ・レーシング - ファンコ・モータースポーツ - ジネッタ・カーズ - GMC - ゴードン・マレー・オートモーティブ - HDT - ヘネシー・パフォーマンス - ホールデン - ホンダ - フーニガン - ホットウィール - HSV - ハマー - ヒョンデ（現代自動車） - インフィニティ - インターナショナル - イタルデザイン - ジャガー - ジープ - ジムコ・レーシング - 起亜自動車 - ケーニグセグ - KTM - ランボルギーニ - ランチア | - ランドローバー - レクサス - リンカーン - ローカル・モーターズ - ローラ・カーズ - ロータス - ルシード・モータース - リンク・アンド・コー - マセラティ - マツダ - マクラーレン - メルセデスAMG - メルセデス・ベンツ - マーキュリー - メイヤーズ - MG - ミニ - 三菱自動車 - モーガン - モーリス - モスラー・オートモーティブ - ネイピア・レイルトン - ニオ（上海蔚来汽車） - 日産 - ノーブル・オートモーティブ - オールズモビル - オペル - パガーニ・アウトモビリ - ピール・エンジニアリング・カンパニー - ペンホール - プジョー - プリムス - ポラリス・インダストリーズ - ポンティアック - ポルシェ - ラディカル・スポーツカーズ - ライズ・アドバンスト・エンジニアリング・システムアンドリサーチ - ラム - リライアント - ルノー - リマック・アウトモビリ - リヴィアン・オートモーティヴ - RJアンダーソン - ロシオン・オートモーティブ - サリーン - シュパン - シェルビー・アメリカン - シエラ・カーズ - スパニアGTA - SRT - スバル - トヨタ - TVR - アルティマ・カーズ - ユニバーサル・スタジオ - ボクスホール - フォルクスワーゲン - ボルボ - ヴール - ウィリス - Wモーターズ - ウーリン（上汽通用五菱汽車） - シャオペン（小鵬汽車） - ゼンヴォ・オートモーティブ |

### コラボレート・カー
- フォーミュラ・ドリフト - アメリカ発祥のドリフト競技。競技で実際に使用されたクルマが登場。
- HALO - マイクロソフトから発売されているFPSシリーズ。作中に登場する軍用車「ワートホグ」が登場[注 18]。
- ホットウィール - マテル社のミニカーブランド。ブランドを代表するミニカーが登場。
- エクストリームE - 国際自動車連盟(FIA)公認の電動バギーを使用したオフロードレーシングシリーズ。競技で実際に使用された10チームのOdyssey 21が登場[注 19]。
- Donut Media （英語版） -  アメリカのYouTubeを中心とした自動車メディア。番組内の企画で登場した2台のZ33型フェアレディZが登場。
- バービー(映画) - 2023年8月公開の映画。映画内に登場するC1型シボレー・コルベットとコラボ仕様のGMC・ハマーEVが登場。
- ユニバーサル・ピクチャーズ - アメリカの配給会社。同社IPの「ワイルド・スピード/ファイアーブースト」、「バック・トゥ・ザ・フューチャー PART1〜3」、「ジュラシック・パーク」、「ナイトライダー」より劇中車を収録したカーパックが配信（DLCの項を参照）。

## ユニコーンカー
Festival プレイリストを攻略することで入手できる車を指す。これらの車は不定期でプレイリスト内で復刻報酬として設定されたり、#Forzathonショップ内の商品として復刻配信される(★はシリーズ初登場の車)。
| - 2019 RAESR Tachyon Speed - 2018 Italdesign Zerouno - 1984 Honda Civic CRX Mugen - 1982 DeLorean DMC-12 - 1965 Hoonigan Gymkhana 10 Ford Hoonicorn Mustang - 2018 Lamborghini Aventador SVJ ★ - 2012 Lamborghini Aventador J - 2012 Lamborghini Gallardo Spyder Performante - 2010 Ferrari 599 GTO - 2002 Ferrari 575M Maranello - 1965 Peel Trident - 1962 Peel P50 - 1939 Maserati 8CTF - 2016 Toyota Land Cruiser Arctic Trucks AT37 - 2016 Zenvo ST1 - 2015 Jaguar XKR-S GT - 2013 Donkervoort D8 GTO - 2010 Toyota Hilux Arctic Trucks AT38 - 2003 Toyota Celica SS-I - 1990 Vauxhall Lotus Carlton - 1971 Ford Mustang Mach 1 - 2016 NIO EP9 ★ - 2015 MG MG3 ★ - 2013 Wuling Sunshine S ★ - 2012 Porsche 911 GT3 RS 4.0 - 2020 Nissan GT-R Nismo ★ - 2020 Toyota 4Runner TRD Pro ★ - 2018 KTM X-Bow GT4 - 2010 Noble M600 - 1965 Mini Cooper S Forza Edition ★ - 2021 McLaren 765LT ★ - 2018 ATS GT - 2014 McLaren 650S Spider - 2012 Ascari KZ1R - 2020 Ferrari SF90 Stradale ★ - 2020 Ferrari F8 Tributo ★ - 2014 Ferrari California T - 1992 Ferrari 512TR - 1962 Ferrari 250GT Berlinetta Lusso - 2021 Porsche 911 (992) GT3 ★ - 2018 Audi RS 4 Avant ★ - 2015 Mercedes-AMG GT S - 2018 Hot Wheels 2JetZ - 1970 Dodge Coronet Super Bee - 1968 Plymouth Barracuda Formula-S - 2022 Extreme E #125 ABT Cupra XE ★ - 2022 Extreme E #58 McLaren Racing ★ - 2022 Extreme E #55 ACCIONA \| Sainz XE Team ★ - 2022 Extreme E #44 X44 ★ - 2022 Extreme E #42 XITE Racing Team ★ - 2022 Extreme E #23 Genesys Andretti United ★ - 2022 Extreme E #22 JBXE ★ - 2022 Extreme E #6 Rosberg X Racing ★ - 2022 Extreme E #5 Veloce Racing ★ - 1995 Porsche 911 Carrera 2 by Gunther Werks - 1990 Porsche 911 reimagined by Singer - DLS - 1971 Porsche #23 917/20 - 1964 Porsche 356 C Cabriolet Emory Special - 2021 BMW M4 Competition Coupe ★ - 2020 Xpeng P7 ★ - 2010 BMW E92 M3 GTS - 1990 Subaru Legacy RS - 1985 HDT VK Commodore Group A - 1955 Porsche 550A Spyder - 2021 Audi RS e-tron GT ★ - 2021 Audi RS 7 Sportback ★ - 2021 Lynk & Co 03+ ★ - 2018 Nissan Sentra Nismo - 1991 Bentley Turbo R - 2012 Eagle Speedster - 2011 Koenigsegg Agera - 2010 Aston Martin One-77 - 2010 Ferrari 599XX - 2020 Lynk & Co #100 Cyan Racing 03 ★ - 1965 Morris Mini-Traveller - 1953 Morris Series Ⅱ Traveller - 1946 Ford Super Deluxe Station Wagon - 2020 Lamborghini Sián Roadster ★ - 2013 Cadillac XTS Limousine - 1971 AMC Javelin AMX - 1970 AMC Rebel 'The Machine' - 1958 Plymouth Fury - 2021 MG MG6 XPower ★ - 2020 MG #20 MG6 XPower ★ - 2016 Renault Clio R.S. 16 Concept - 2010 Renault Clio R.S. - 2010 Renault Megane RS 250 - 2023 Nissan Z (RZ34)★ - 1995 Toyota MR2 GT - 1992 Mitsubishi Galant VR-4 - 1965 Toyota Sports 800 ★ - 2021 Polaris RZR Pro XP Ultimate ★ - 2021 Sierra Cars 700R ★ - 2016 Hoonigan GYMKHANA 9 Ford Focus RS RX - 2015 Honda Ridgeline Baja Trophy Truck - 1986 Audi #2 Audi Sport quattro S1 - 1985 Nissan Safari Turbo - 1980 Subaru BRAT GL - 2022 Cadillac CT4-V Blackwing ★ - 2022 Cadillac CT5-V Blackwing ★ - 2021 Lexus LC500 ★ - 2021 Rimac Nevera ★ - 2021 Audi RS 6 Avant ★ - 2021 Porsche Mission R ★ - 2020 Lamborghini Huracán STO ★ - 2019 Porsche #70 Porsche Motorsport 935 ★ | - 2022 GMC HUMMER EV Pickup ★ - 2019 DeBerti Ford Super Duty F-250 Lariat 'Transformer' ★ - 1986 Ford F-150 XLT Lariat ★ - 1972 Chevrolet K-10 Custom ★ - 2022 Formula Drift #64 Forsberg Racing Nissan Z ★ - 2021 Mercedes-AMG GT Black Series ★ - 2009 Mercedes-Benz SL 65 AMG Black Series - 1992 GMC Typhoon - 1991 GMC Syclone - 2022 Toyota GR86 ★ - 2018 DeBerti Ford Mustang GT - 1973 Ford XB Falcon GT - 1973 Pontiac Firebird Trans Am SD-455 - 1970 Hot Wheels Pontiac Firebird Trans Am Custom ★ - 2017 Abarth 124 Spider - 2016 Abarth 695 Biposto - 2014 Alfa Romeo 4C - 2007 Alfa Romeo 8C Conpetizione - 1992 Alfa Romeo 155 Q4 - 1986 Lancia Delta S4 - 1982 Lancia 037 Stradale - 1980 Abarth Fiat 131 - 2023 BMW M2 ★ - 2022 BMW i4 eDrive40 ★ - 2022 BMW iX xDrive50 ★ - 2022 Rivian R1S ★ - 2022 Rivian R1T ★ - 2021 BMW M3 Competition Sedan ★ - 1995 BMW 850CSi - 2023 Meyers Manx 2.0 ★ - 2022 Ford Bronco Raptor ★ - 2010 Nissan Tsuru ★ - 1951 Porsche 356 SL - 2024 Lucid Air Sapphire ★ - 2023 Chevrolet Corvette Z06 ★ - 2010 Rossion Q1 - 1969 Pontiac GTO Judge - 1968 Pontiac Firebird - 1966 Chevrolet Nova Super Sport - 1964 Plymouth Belevedere ★ - 1962 Lincoln Continental - 2023 Aston Martin Valkyrie ★ - 2022 Gordon Murray Automotive T.50 ★ - 2022 Subaru BRZ ★ - 2019 Morgan Aero GT - 2009 Lotus 2-Eleven - 2016 Spania GTA Spano - 2016 W Motors Lykan Hypersport - 2012 Pagani Huayra - 2011 McLaren 12C Coupé - 2008 Aston Martin DBS - 2006 Koenigsegg CCX - 1969 Fiat Dino - 1967 Mercedes-Benz 280SL - 2022 Hyundai IONIQ 6 ★ - 2022 Hyundai Kona ★ - 2022 Lynk & Co 02 Hatchback ★ - 2022 MG MG7 ★ - 2020 Hyundai i30 N ★ - 2022 Aston Martin Valkyrie AMR Pro ★ - 2021 Mercedes-AMG SL 63 ★ - 2021 Volkswagen ID.4 ★ - 2002 Lotus Esprit V8 - 1992 Mercedes-Benz 500 E ★ - 1975 DS 23 - 1968 Lancia Fulvia Coupé Rallye 1.6 HF - 1966 Volkswagen Double Cab Pick-Up - 2023 McLaren Artura ★ - 2020 Audi TT RS Coupe ★ - 2020 Jaguar F-Type SVR ★ - 2003 Ford Mustang SVT Cobra - 2021 Hyundai #98 Bryan Herta Autosport. Elantra N ★ - 2017 Porsche #92 Porsche GT Team 911 RSR - 2016 Ford #66 Ford Racing GT Le Mans - 2013 Chevrolet Summit Racing Pro Stock camaro ★ - 2005 Mitsubishi #1 Sierra Sierra Enterprises Lancer Evolution Time Attack ★ - 2022 Hyundai N Vision 74 ★ - 2021 Lamborghini Countach LPI800-4 ★ - 1986 BMW M63CSi - 1986 Citroën BX 4TC ★ - 1980 Lotus Esprit Turbo - 2024 Ford Mustang Dark Horse ★ - 2023 Hyundai IONIQ 5 N ★ - 2023 KIA EV6 GT ★ - 2023 Porsche Taycan Cross Turismo Turbo S ★ - 2021 Toyota GR Yaris ★ - 2022 Mazda MX-5 Miata RF ★ - 2021 Lamborghini Aventador LP780-4 Ultimae ★ - 2017 Aston Martin Vanquish Zagato Coupé - 1976 Volkswagen SP-2 - 1973 Volkswagen Thing |

## ラジオ局

### Horizon Pulse
レイドバック・ポップス
| 曲名                     | アーティスト              |
| ------------------------ | ------------------------- |
| Levitating               | Dua Lipa                  |
| Heat Waves               | Glass Animals             |
| The Valley of The Pagans | Gorillaz feat.Beck        |
| Suéltame Bogotá          | Diamante Eléctrico        |
| Sunshine                 | Whethan & The Knocks      |
| Everything At Your Feet  | ODESZA feat. The Chamanas |
| Quema                    | Sotomayor                 |
| Fiebre                   | Sotomayor                 |
| All Of The Time          | Jungle                    |
| El Punto Final           | Centavrvs                 |
| Hello Hello Hello        | Remi Wolf                 |
| Preach                   | Saint Motel               |
| Look at the Sky          | Porter Robinson           |
| Straight To The Morning  | Hot Chip & Jarvis Cocker  |
| Áfrika                   | CLUBZ                     |
| Midnight Sun             | OTR & Ukiyo               |
| Ohh My Ghosts            | Young & Sick              |
| new heartbreak           | sad alex                  |
| Weekends                 | Classixx & Local Natives  |
| Where We Started         | PRXZM                     |
| Full Heart Fancy         | Lucky Chops               |
| All I Want               | Kid Moxie & LUXXURY       |
| Feels So Good            | LUXXURY                   |
| Cool Up                  | De Lux                    |

### Horizon Bass Arena
エレクトロ&テクノ
| 曲名                                | アーティスト                                                |
| ----------------------------------- | ----------------------------------------------------------- |
| Roses -Imanbek Remix                | SAINt JHN & Imanbek                                         |
| In The Summer                       | Whethan feat. Jaymes Young                                  |
| One More - Mark Knight Remix - Edit | SG Lewis, Nile Rodgers & Mark Knight                        |
| Channel 43 - Radio Edit             | Deadmau5                                                    |
| Joypunks                            | Big Wild                                                    |
| Foolish Of Me                       | Seven Lions, Jason Ross, Crystal Skies & Jonathon Mendelson |
| Rock You (Lenno Remix)              | Dirty Loops & Lenno                                         |
| Jungle Fury                         | RIOT                                                        |
| Colours                             | Mat Zo                                                      |
| Everything You Are                  | Midnight Kids                                               |
| Color                               | Grant & Juneau                                              |
| Fade                                | Rome in Silver                                              |
| Tell Me - Ellis Remix               | Haywyre                                                     |
| Into The Light                      | Notaker                                                     |
| Margarita                           | CloudNone & Direct                                          |
| Get Know You                        | Dexter King                                                 |
| Baile Funk                          | GAJATE                                                      |
| Techtonic                           | Metrik                                                      |
| Dreamcatcher                        | Robotaki                                                    |

### Horizon Block Party
ヒップホップ
| 曲名                                | アーティスト                               |
| ----------------------------------- | ------------------------------------------ |
| INDUSTRY BABY                       | Lil Nas X feat. Jack Harlow                |
| Interrgalactic                      | Beastie Boys                               |
| Vamos                               | Mexican Institure Of Sound, Bia & Duckwrth |
| It's Like That                      | Run-D.M.C.                                 |
| Soy Yo                              | Bomba Estéreo                              |
| Un Sueño                            | Ceci Bastida feat. Aloe Blacc              |
| Rocket Fuel                         | DJ Shadow feat. De La Soul                 |
| Stardust                            | Shwayze                                    |
| Platinum                            | Big Freedua                                |
| Juana la Cubana                     | Ozomatli                                   |
| Brand New Phone                     | Ellis & Pasha                              |
| No Skips                            | Oddisee feat. Ralph Real                   |
| Say Hey                             | Outasight                                  |
| Carnival Artficial (Out Of The Sky) | Random Recipe                              |
| Baila                               | Moncia Lionheart                           |
| I know I got It                     | Book feat.Haviah Mighty                    |
| Turn The World Around               | Daemon                                     |

### Horizon XS
ロック&パンク&メタル
| 曲名                     | アーティスト             |
| ------------------------ | ------------------------ |
| Caution                  | The Killers              |
| Holding Poison           | Foo Fighters             |
| No Son Of Mine           | Foo Fighters             |
| Teardrops                | Bring Me the Horizon     |
| Trouble's Coming         | Royal Blood              |
| Unperson                 | Nothing But Thieves      |
| Wild Child               | The Struts & Tom Morello |
| Antidote to being Bored  | Oscar Lang               |
| La Ciudad                | El Shirota               |
| Live More                | Plague Vendor            |
| New Comedown             | Plague Vendor            |
| Smile                    | Wolf Alice               |
| You Can Get It           | Arkells & K.Flay         |
| Mejor Que Nadie          | Technicolor Fabrics      |
| Under The Sun            | DIIV                     |
| 10 Day Miracle Challenge | Death Valley Girls       |
| Gateway                  | Bite The Buffalo         |
| Unsaid                   | Maxband                  |
| Karma The Knife          | Angelica Garcia          |
| Do It Better             | Blah Blah Blahs          |
| Freak                    | SOFI TUKKER              |
| I Wanna Connect          | Melted Brains            |

### Hospital Records
ドラムンベース
| 曲名               | アーティスト                   |
| ------------------ | ------------------------------ |
| Zaichik            | Bop x Subwave                  |
| Nocturna           | Camo & Krooked                 |
| Unwritten          | Degs                           |
| Naperone           | Etherwood                      |
| Bandicoot          | Flava D                        |
| Skyscraping        | Fred V                         |
| Alone              | Grafix feat.Ruth Royall        |
| Back Magic         | Grafix, Dynamite MC            |
| Deckard's Chords   | Hugh Hardie                    |
| Communications     | Keeno                          |
| Burn Out           | Kings Of The Rollers           |
| Boundless          | Logistics                      |
| Another Star       | Makoto                         |
| Trial Mountain     | Makoto,Miktekiss,Karina Ramage |
| Route 174          | Metrik                         |
| Utopia             | Metrik                         |
| Second Time Around | Nu:Tone                        |
| Ilusion Of Time    | S.P.Y.                         |
| Magnetosphere      | Unglued                        |
| Cielo              | Urbandawn                      |
| Fly Away           | Urbandawn                      |
| Turn Up            | Whiney                         |
| Midwest Shuffle    | Winslow                        |

### Radio Eterna[注 23]
クラシック
| 曲名                                                                                            | アーティスト                                                                |
| ----------------------------------------------------------------------------------------------- | --------------------------------------------------------------------------- |
| Carmen                                                                                          | Miguel Pacheco, Victor Flores, Alberto Cruzprieto, Cuarteto Latinoamericano |
| Danse Macabre, Op.40                                                                            | Royal Stockholm Philharmonic Orchestra, James DePreist                      |
| Dios nunca muere                                                                                | Miguel Pacheco, Victor Flores, Alberto Cruzprieto, Cuarteto Latinoamericano |
| La damnation de Faust, Op.24, Part I scene 3 - Marche Hongroise (Hungarian March) Catalog #7041 | International Festival Orchestra, Milan Weber                               |
| Nocturne No.2 in E-flat Major, Op.9,No.2                                                        | Sandor Falvai                                                               |
| Piano Concerto, Op. 22 - III. Polonaise - Allegro Moderato                                      | Rodolfo Ritter, San Luis Potosí Symphony Orchestra, José Miramontes Zapata  |
| Sobre las Olas                                                                                  | Mexico Festival Orchestra, Enrique Batiz                                    |
| Swan Lake, Op. 20a - Act II - By a Lake - Scene - The Swans Swim on The Lake                    | Slovak Radio Symphony Orchestra, Ondrej Lenard                              |
| The Planets, Op.32 - 1. Mars, the Bringer of War                                                | Berliner Philharmoniker, Sir Colin Davis                                    |
| Water Music Suite No. 2 in D Major, HWV 349 - II. Alla Hornpipee                                | Capella Istropolitana, Bohdan Warchal                                       |

### Horizon Mixtape
2022年10月の"10th Year-Anniversary Update"で追加。過去のForza Horizonシリーズに収録された楽曲で構成される。
| 曲名                              | アーティスト    |
| --------------------------------- | --------------- |
| Language                          | Porter Robinson |
| Levels (Skrillex Mix)             | Avicii          |
| Show Me A Sign                    | Modstep         |
| Nocturne                          | Keeno           |
| Slipstream                        | Metrik          |
| Aurora (feat.Metrik)              | Camo & Crooked  |
| Bored To Death                    | blink-182       |
| Constellations (FH3 VIP Mix)      | Fred V & Grafix |
| Get it Right                      | The Offspring   |
| Tied To You (feat. Justin Trater) | The Knocks      |
| Ingrid Is A Hybrid                | Dusky           |
| A Moment Apart                    | ODESZA          |
| Dawnbreaker                       | Metrik          |
| Fly                               | Marshmello      |
| Sunrise                           | Fred V & Grafix |

### Epitaph Records
パンク・ロック
2023年3月の「Midnights at Horizon Update」にて追加。
| 曲名                               | アーティスト     |
| ---------------------------------- | ---------------- |
| Aftermath                          | The Ghost Inside |
| Bittersweet Teeth                  | PTS!             |
| Blackbird                          | Alkaline Trio    |
| Control                            | Mannequin P      |
| Feel Something (ft. Derek Sanders) | Mangnolia Park   |
| Gotta Let It Go                    | Joyce Manor      |
| Growing Up                         | The Linda Lindas |
| Happiness                          | Thick            |
| It’ll be a Long Time               | The Offspring    |
| Land of the Free ?                 | Pennywise        |
| Never Moving On                    | Chad Teeper      |
| New Dark Ages                      | Bad Religion     |
| Oh!                                | The Linda Lindas |
| Revel Berry                        | Early Eyes       |
| When We Were Young                 | Architects       |

## 商品展開

### ゲーム本編
- 標準版、デラックス版、プレミアム版の3種類が展開されており、各エディションによって付属する追加コンテンツの種類が異なる。
- Xbox版はMicrosoft Store、PC版はこれに加えSteamでも購入することが可能。
- Xbox Game Pass（Xbox Cloud Gaming含む）には「標準版」がリリースされる。

#### 標準版
- ゲーム本編

#### デラックス版
- ゲーム本編
- カーパス

#### プレミアム版
- ゲーム本編
- カーパス
- 拡張パック1『Forza Horizon 5 : Hot Wheels Expansion』
- 拡張パック2 『Forza Horizon 5 : Rally Adventure』
- ウェルカムパック
- VIPメンバーシップ
- 発売4日前（2021年11月5日）からのアーリーアクセス権

### Forza Horizon 5 プレミアムアドオン バンドル
プレミアムエディションからゲーム本編だけを除いた全DLCとアーリーアクセス権が付属したセット。Xbox Game Pass加入者でもこのバンドルの購入でプレミアムエディション相当にアップグレードすることが可能。

### 関連商品

#### Xbox Wireless Controller "Forza Horizon 5 Limited Edition"
gamescom 2021にて発表。本作発売日と同日に発売。黄色のスケルトンカラーにカラフルなペイント風の模様、グリップ部にレザー風の滑り止め加工が施されているのが特徴。特典として限定のForza Editionマシン、装飾アイテム、エモートが付属。

#### 特典一覧
- 1932 Ford De Luxe Five-Window Coupe Forza Edition
- カラーポップTシャツ（衣服アイテム）
- カラーポップ（エモート）

### Xbox Series X Forza Horizon 5 同梱版
2023年2月17日より発売。本作のプレミアムエディションが同梱されている。税込65,978円。

## DLC

### Forza Horizon 5 VIPメンバーシップ
限定の特典を獲得することができるメンバーシップ。
- 3台の限定Forza Editionマシン
  - 2011 BMW X5 M Forza Edition
  - 1999 Ford Racing Puma Forza Edition
  - 1969 Dodge Charger R/T Forza Edition

- 限定コスチューム（エモート含む）、クラクション
- プレイヤーハウス
- 2倍のレースリワード
- 毎週2回分のSuperWheelSpin配布[注 24]

### Forza Horizon 5 ウェルカムパック
5台の車やプレイヤーハウス、車や衣服の購入で使用できるバウチャーが付属。

#### ウェルカムパック収録車両[注 26]
- 2018 Apollo Intensa Emozione "Welcome Pack"
- 2020 Ford #2069 Ford Performance Bronco R "Welcome Pack"
- 2008 Mitsubishi Lancer Evolution X GSR "Welcome Pack"
- 2020 Porsche Taycan Turbo S "Welcome Pack"
- 1998 Toyota Supra RZ "Welcome Pack"

### Forza Horizon 5 カーパス
新規収録車両を計42台獲得することが可能。発売日より8台の車が"Formula Drift カーパック"としてラインナップされ、以降34週間にわたって毎週1台ずつ新規車両が追加でラインナップされる。ラインナップされた車は1回に限り無料で入手できる。なお、Formula Driftカーパックやこれ以降に追加ラインナップされた車はMicrosoft Storeにて単体で購入することも可能。

#### Forza Horizon 5 Formula Drift カーパック
- 2020 Formula Drift #151 Toyota Supra
- 2020 Formula Drift #91 BMW M2
- 2019 Formula Drift #411 Toyota Corolla Hatchback
- 2017 Formula Drift #357 Chevrolet Corvette Z06
- 2009 Formula Drift #99 Mazda RX-8
- 1995 Formula Drift #34 Toyota Supra MkⅣ
- 2010 Forsberg Racing Toyota Gumout 2JZ Camry Stock Car
- 1975 Forsberg Racing Nissan 'Gold Legend' Datsun 280Z

#### 2021年11月18日以降の追加車両
- 2019 Subaru STI S209
- 1967 Renault 8 Goldini
- 1970 Mercury Cyclone Spoiler
- 2017 Ferrari J50
- 2019 Ferrari Monza SP2
- 1973 Lamborghini Espada 400 GT
- 2020 Lamborghini Huracán EVO
- 1966 Jaguar XJ13
- 1993 Jaguar XJ220S TWR
- 2018 Ferrari FXX-K Evo
- 2018 Audi TT RS
- 2010 Porsche 911 (997) Sport Classic
- 1992 Mazda 323 GT-R
- 2021 Volkswagen Golf R
- 2010 MG XPower SV-R
- 1986 Ford Mustang SVO
- 2020 Toyota Tundra TRD Pro
- 2006 Noble M400
- 2019 Ferrari #25 Corse Clienti 488 Challenge
- 1966 Oldsmobile Toronado
- 2021 McLaren 620R
- 2021 Mini John Cooper Works GP
- 2019 Porsche 911 (991.2) Speedster
- 2003 Ford F-150 SVT Lightning
- 2014 Forsberg Racing Nissan ‘SafariZ’ 370Z Safari Rally Tribute
- 2019 Toyota Tacoma TRD Pro
- 2008 Dodge Magnum SRT8
- 2020 BMW M8 Competition Coupe
- 2020 Audi RS 3 Sedan
- 2018 Audi RS 5 Coupe
- 1982 Volkswagen Pickup LX
- 2021 Aston Martin DBX
- 2020 Lexus RC F Track Edition
- 2019 Nissan 370Z Nismo

### Forza Horizon 5 Horizon Racing カーパック
2023年6月に配信。
- 2023 Lotus Emira
- 2022 Pagani Huayra R
- 2021 Forsberg Racing Nissan ‘Altimaniac’
- 2020 Saleen Sportruck XR Black Label

### Forza Horizon 5 Italian Exotics カーパック
2023年8月配信。
- 2023 Lamborghini Huracán Tecnica
- 2022 Ferrari 296 GTB
- 2020 Ferrari Roma
- 2020 Lamborghini Essenza SCV12
- 2020 Lamborghini SC20
- 2019 Italdesign DaVinci Concept
- 2018 Lamborghini #63 Squadra Corse Huracán Super Trofeo Evo

### Forza Horizon 5 Super Speed カーパック
2023年10月配信。
- 2022 Porsche 718 Cayman GT4 RS
- 2022 Volkswagen Golf R
- 2020 KTM X-Bow GT2
- 2019 Elemental RP1

### Forza Horizon 5 American Automotive カーパック
2023年11月配信。
- 2024 Czinger 21C
- 2020 Chevrolet Silvarado LT Trail Boss
- 2017 Saleen S7 LM
- 1961 DeBerti Ford Ecoline 'ShopRod'

### Forza Horizon 5 Fast X カーパック
2023年12月配信。映画『ワイルド・スピード/ファイヤーブースト』とのコラボレーションカーパックで、"Fast And Furious" ブランドとして扱われる。
- 2022 Fast And Furious Dodge Charger SRT Hellcat Redeye Widebody "Fast & Furious 10"
- 2022 Fast And Furious Flip Car 2.0 "Fast X"
- 1973 Fast And Furious Datsun 240Z "Fast & Furious 10"
- 1970 Fast And Furious Dodge Charger "Fast & Furious 10"
- 1966 Fast And Furious  Chevrolet Impala Super Sport "Fast & Furious 10"

### Forza Horizon 5 Chinese Lucky Star カーパック
2024年1月配信。
- 2023 MG Cyberster
- 2022 Lynk & Co 05+
- 2022 Wuling Hongguang Mini EV Macaron
- 2012 Volkswagen Santana

### Forza Horizon 5 European Automotive カーパック
2024年2月配信。
- 2021 Bentley Continental GT Convertible
- 2020 Automobili Pininfarina Battista
- 2019 Jaguar XE SV Project 8
- 1987 Mercedes-Benz AMG Hammer Wagon

### Forza Horizon 5 Acceleration カーパック
2024年3月配信。
- 2022 Ford SuperVan 4
- 2021 McLaren Sabre
- 2019 Ginetta G10 RM
- 1967 Shelby GT500

### Forza Horizon 5 Apex AllStars カーパック
2024年4月配信。
- 2020 Chevrolet #3 Corvette Racing C8.R
- 2020 Lexus #14 Vasser Sullivan RC F GT3
- 2019 Ferrari #62 Risi Competizione 488 GTE
- 2018 BMW #1 M Motorsport M8 GTE
- 2018 Mercedes-AMG GT3
- 2018 Porsche 911 GT3 R
- 2015 Cadillac #3 Cadillac Racing ATS-V.R

### Forza Horizon 5 Universal Icons カーパック
2024年6月配信。ユニバーサル・ピクチャーズとのコラボレーションカーパックで、”Universal Studios” ブランドとして扱われる。
- 1992 Universal Studios Jeep Wrangler Sahara "Jurassic Park"
- 1982 Universal Studios K.I.T.T.
- 1981 Universal Studios Back To The Future Time Machine 1
- 1981 Universal Studios Back To The Future Time Machine 2
- 1981 Universal Studios Back To The Future Time Machine 3

### Forza Horizon 5 JDM Jewels カーパック
2024年7月配信。
- 1997 Mitsubishi Montero Evolution
- 1997 Nissan Stagea RS Four V
- 1993 Autozam AZ-1
- 1991 Toyota Sera

### Forza Horizon 5 Nissan Retro Rides カーパック
2025年4月配信。
- 1987 Nissan Be-1
- 1989 Nissan S-Cargo
- 1989 Nissan Pao
- 1991 Nissan Figaro

## Forza Horizon 5: Hot Wheels Expansion
『Forza Horizon 5 : Hot Wheels Expansion』（フォルツァ ホライゾン 5 ホットウィール エキスパンション）はFH5の第1弾大型拡張コンテンツ。2022年6月13日に開催された「Xbox & Bethesda Games Showcase」にて初披露、7月20日に配信開始。
シリーズで恒例となっている「Hot Wheels」とのコラボレーションで、大型拡張コンテンツとしては2017年配信の『Forza Horizon 3 : Hot Wheels』以来、2度目となるコラボレーションコンテンツでもある。
本コンテンツのカバーカーは同ブランドのバッド・トゥ・ザ・ブレイド（Bad to the Blade）とデオラII（DeoraII）である。
本コンテンツは単体での購入の他、プレミアムエディション（プレミアムアドオンバンドル含む）か拡張バンドルを所有している場合は発売初日から追加料金なしでプレイ可能。

### コンテンツ概要
メキシコ上空を浮かぶ3つの大地から構成される「Horizon Hot Wheels Park」を舞台とし、シリーズ史上最も過酷なトラックを走り抜ける。総トラック長は約200kmにも及ぶ。Hot Wheelsではお馴染みのオレンジ色のコースに加えマグネットトラックやアイストラック、ウォーターフルームにランブルトラックといった独自のトラックも登場。シリーズ初となる拡張パック登場時からの協力プレイも可能。また、本作のイベント作成用ツールである「Eventlab」では新たにスナップに対応した「Hot Wheels Creation Kit」が導入され、コースを自由に制作することが可能。

### コンテンツ内容
「Hot Wheels アカデミー」へ参戦し、Hot Wheels Legendを目指していく。アカデミーには5段階のクラスがあり、それぞれ「Rookie（Bクラス）」「Pro（Aクラス）」「Expert（S1クラス）」「Elite（S2クラス）」「Legend（Xクラス）」と区別され、Hot Wheels Parkでは到達しているランクより上のランクに区別されているクルマを運転することはできない。イントロダクション終了後、最初にRookieクラスへ参戦し、指定されたレースやチャレンジをクリアしてメダルを集めていく。規定数のメダルを集めると1ランク上のクラスへ参戦できる権利をかけた予選レースへ挑戦でき、これに勝利することでランクアップする。また、各クラスごとに特定のチャレンジをクリアすることでHot Wheelsにちなんだ衣装や限定マシンが獲得可能。

#### FH5 Hot Wheels Expansion 追加車両
アカデミー内のチャレンジで無料で獲得可能。獲得後はオートショーに追加され、2台目以降の所有が可能。
- 2021 Hennessey Venom F5
- 2020 Chevrolet Hot Wheels COPO Camaro
- 2020 Sierra Cars #23 Yokohama ALPHA
- 2019 Brabham BT62
- 2018 Subaru WRX STI ARX Supercar
- 2013 Hot Wheels Baja Bone Shaker
- 2012 Hot Wheels Bad to the Blade
- 2006 Mosler MT900 GT3
- 2000 Hot Wheels Deora II
- 1998 Schuppan 962CR

## Forza Horizon 5: Rally Adventure
『Forza Horizon 5 : Rally Adventure』（フォルツァ ホライゾン 5 ラリーアドベンチャー）はFH5の第2弾大型拡張コンテンツ。2023年3月30日配信開始。
本コンテンツのカバーカーはフォード・F-150 ライトニングである。
本コンテンツは単体での購入の他、プレミアムエディション（プレミアムアドオンバンドル含む）か拡張バンドルを所有している場合は発売初日から追加料金なしでプレイ可能。

### コンテンツ概要
FH1以来となるラリーを主体とした拡張コンテンツである。
険しい地形に多様なバイオームを備え持つ「Sierra Nueva」が舞台となり、Horizon Badlandsを拠点として進行していく。
レースモードには従来通りのレースである「Horizon Race」に加えて、実際のラリー競技のようにタイムを計測しながら最速でセクションを走行する「Horizon Rally」が新たに実装。
また、本コンテンツと同時に配信されるアップデートにてパンクを中心としたラジオ局の追加や、ローンチコントロール、アンチラグターボ等の新たなカスタムオプションが実装されている。

### コンテンツ内容
プレイヤーは最初に混合路面でのレースを主体とする「Horizon Raptors」、舗装路のみでレースをする「Apex Predators」、混合路面を夜に走る「Grit Reapers」のいずれかのチームに所属する。チームを選択後、そのチームが専門とするレースイベントやPRスタント、コレクティブミッションをクリアしていき評判を上げていく。一定の評判が集まると複数のチームに所属することができるようになり、最終的に開催される「Badlands Goliath」の勝利を目指していく。
Sierra Nuevaで開催される全てのレースイベントはタイムアタック制の「Horizon Rally」、レース制イベントの「Horizon Race」の2種類に分かれている。
また、マップ走行中におけるパーティクル演出が専用のものとなり、砂塵がより遠方まで残留したり、ドリフト時に砂が通常より多く舞い上がっていくような演出に変更されている他、砂上において車が走行した際のタイヤの跡がそのまま残るようになっている。

#### FH5 Rally Adventure 追加車両
- 2022 Alumi Craft #6165 Trick Truck
- 2022 Ford F-150 Lightning Platinum
- 2021 Alumi Craft #122 Class 1 Buggy
- 2021 Polaris RZR Pro XP Factory Racing Limited Edition
- 2021 RJ Anderson #37 Polaris RZR Pro 4 Truck
- 2020 Jimco #179 Hammerhead Class 1
- 2019 Casey Currie Motorsports #4402 Ultra 4 ‘Trophy Jeep’
- 2019 Jimco #240 Fastball Racing Spec Trophy Truck
- 2001 Ford Focus RS #4
- 1973 Hoonigan Volkswagen Baja Beetle Class5/1600 ‘Scumbug’

## 制作

### セッティング・キャスティング
本作のクリエイティブディレクターのマイク・ブラウンは、メディア向けインタビューの中で、メキシコを舞台に選んだ理由として、大規模な作品を作るにはたくさんの要素を詰め込む必要があり、メキシコの多彩な環境がぴったりだったと説明しており、その国の文化も環境と調和していたと述べている。
開発元のPlayground Gamesは舞台であるメキシコの再現にあたり実際に現地を訪れ、現地のあらゆる環境を写真測量などの技術を用いて再現したり、現地の空を12K解像度のHDRカメラで24時間撮影しそれを元にゲーム内の空を表現。
また取材に当たっては、写真家やツアーガイドといったメキシコの専門家と連絡を取ることができ、新型コロナウイルスの流行により現地取材ができなくなった後も調査を継続することができた。
その一方、ブラウンは各バイオーム間の変化を緩やかにして、自然に見せるのに苦労したとメディア向けインタビューの中で振り返っている。
また、多様な地形は他モードのマップ作製にも役立っており、例えばバトルロワイヤルモードの「The Eliminator」では最終レースの場を火山口に設定することができる。
加えて、今作には数々のメキシコのストリートアーティストによる壁画がマップの至る所に存在したり、現地ミュージシャンと制作したオリジナル楽曲などが収録されている。
メキシコのプレイヤーが遊んでも愛着が持てるようにするため、取材に当たっては現地のスクリプトライターや文化コンサルタントと協力し、メキシコのステレオタイプを踏襲しないように開発スタッフは注意を払ってきた。
生のメキシコを表現するため、プレイヤーと接する機会のあるNPCのキャスティングに当たっても、現地の人材を起用するという方針がとられた。
4Gamer.netの西川善司は本作のレビュー記事の中で一部のNPCのセリフがメキシコなまりのある英語だったと指摘している。

### 開発
本作の開発に当たっては、物理モデルの実現に対して積極的な投資が行われた。
加えて、車のサウンド収録に関しても新しい録音手法を採用し、多数の車の音が新録されている。次世代機版ではより高音質になるほか、レイトレーシングにより音のエコー、リバーブなどがシミュレーションされより現実に近いものとなっている。

### アクセシビリティ
アクセシビリティはコンセプトの段階から重要視されており、その分野の専門家の監修の元で開発がすすめられた。
また、必要な場合は機能に幅を持たせるという措置も取られた。例えば、色覚異常への対応の場合、前作では画像全体にフィルタをかける方式がとられたのに対し、本作では専門家から「環境の色を変える必要はない」という提言が寄せられたことから、画像全体だけでなくUIの色だけを変更できるようにした。
このほかにも、ゲームスピードを遅くするモードや、色覚多様性に対応した「ハイコントラストモード」や「カラーブラインドネスモード」が導入された。
手話通訳の導入も難聴の当事者からの要望がきっかけだった。
本作のクリエイティブディレクターを務めるマイク・ブラウン（Mike Brown）は、手話通訳が重要な理由として「健常者が字幕を読む際は頭の中でその単語を聞き取る作業が行われているが、聴覚障碍者の場合は頭の中で手話に翻訳しながらカットシーンの続きを読み込まなくてはいけない」とGame Industry.bizのジェームズ・バチェラー（James Batchelor）とのインタビューの中で説明している。
Playground Gamesには手話通訳の導入実績がないことに加え、手話通訳導入以前の時点における本作の脚本における単語数はおよそ12万語だったこともあり、手話通訳機能の導入には時間がかかり、発売予定にも影響を及ぼした。
音声の収録は短時間で行われるのに対し、手話通訳の収録に当たっては撮影機材や通訳の容姿を整えるスタッフ、さらには服装のルール制定といった準備を要した。
加えて、手話通訳の収録はゲーム本編のシナリオが出来上がり、かつレコーディングもすべて終えた段階で行う必要があり、発売予定にも影響を及ぼした。
そして、2022年2月28日には、カットシーンにおける米・英手話通訳の表示機能の導入が表明された。この機能においては、オプションで通訳の背景や表示位置を変更することが可能とされている。
2022年12月6日（日本時間では7日）のアップデートで日本語吹き替え音声が実装。

## 反響・評価
本作は記録的な大ヒットとなった前作『Forza Horizon 4』の続編であること、E3 2021における「最も期待されているゲーム」として賞を受賞するなど、発売前から大きな注目を集めていた。
メディア向けプレビューが公開後、各ゲームメディアによる評価はいずれも8〜9割以上の高得点を記録し満点を付けるメディアも出ており、Metacriticによるメタスコアが90点を超える快挙を達成。発売から10日後の11月19日に、公式Twitterにて総アクセスプレイヤー数が1000万人に到達したことを発表。これはこれまでに発売されてきたXbox向けタイトルの中で史上最大のローンチ記録となる。
次世代機向けに開発された圧倒的なグラフィックや膨大なコンテンツ、忠実に再現されたメキシコの世界観などがメディアやプレイヤーから高い評価を受け、IGN USは「オープンワールドレーシングゲームにおける最高傑作」と評価し、2021年度のGame of the Yearに本作を選出している。
12月10日に開催されたThe Game Awards 2021では”Best Sports/Racing”、”Best Audio Design”、”Innovation in Accessibility” の3部門で最優秀賞を受賞している。

## その他
- 発売前の公式生放送でゲーム内でランチア・ストラトスが走行する映像が放映されたが、発売から約2年間にわたりランチアのブランドそのものがゲームから削除されていた[注 32]。
- マップ上に行先が「Colorado」「NICE」「Surfers Paradise」「Edinburgh」と書かれた看板が存在するが、これは過去作の舞台となったロケーション、市街地を指す。
- タンクピニャータや雪だるまは破壊すると表情が変化する。
- イントロダクション終了後、プレイヤーが最初に乗るクルマの中に含むトヨタ・GRスープラRZが「A90型」と紹介されているが、実際の型式は「DB02型」である。
- 1985 Toyota Splinter Trueno GT Apex (AE86)を使用して25回アルティメットドリフトスキルを発動させると、同車が登場する漫画『頭文字D』にまつわるセリフが登場する。
- 2019 Aston Martin Valhalla Concept Car のマシンマスタリーは、車名の由来となった北欧神話がモチーフとなった名前が採用されている。
- 10th Year-Anniversary Updateで過去作のタイトル画面を再現した特別タイトルの中で、FH1とFH2の特別タイトルには本作にまだ収録されていないアストンマーティン・ヴァンキッシュとパガーニ・ウアイラが登場している。

## PCシステム動作環境
|                | 最小動作環境                             | 推奨動作環境                              | 理想動作環境                                  |
| -------------- | ---------------------------------------- | ----------------------------------------- | --------------------------------------------- |
| OS             | Windows 10 Ver.18362.0 以降              | Windows 10 Ver.18362.0 以降               | Windows 10 Ver.18362.0 以降                   |
| アーキテクチャ | x64                                      | x64                                       | x64                                           |
| メモリ         | 8GB                                      | 16GB                                      | 16GB                                          |
| ビデオメモリ   | 4GB                                      | 8GB                                       | 16GB                                          |
| プロセッサ     | AMD Ryzen 3 1200 Intel Core i5-8400      | AMD Ryzen 5 1500X Intel Core i5-8400      | AMD Ryzen 7 3800XT Intel Core i7-10700K       |
| グラフィックス | AMD Radeon RX 470 NVIDIA GeForce GTX 970 | AMD Radeon RX 950 NVIDIA GeForce GTX 1070 | AMD Radeon RX 6800 XT NVIDIA GeForce RTX 3080 |